# Hedesunda landsfiskalsdistrikt
Hedesunda landsfiskalsdistrikt var 1918–1951 ett landsfiskalsdistrikt i Gävleborgs län, bildat när Sveriges indelning i landsfiskalsdistrikt trädde i kraft den 1 januari 1918, enligt beslut den 7 september 1917. När Sveriges nya indelning i landsfiskalsdistrikt trädde i kraft den 1 januari 1952 (enligt kungörelsen 1 juni 1951) upplöstes landsfiskalsdistriktet och Årsunda landskommun införlivades i Sandvikens landsfiskalsdistrikt medan kommunerna Hedesunda och Österfärnebo införlivades i Valbo landsfiskalsdistrikt (som innan beslutet hette Gävle landsfiskalsdistrikt).
Landsfiskalsdistriktet låg under länsstyrelsen i Gävleborgs län.

## Ingående områden
Distriktet bestod ursprungligen av kommunerna Hedesunda och Österfärnebo. När Sveriges nya indelning i landsfiskalsdistrikt trädde i kraft den 1 oktober 1941 (enligt kungörelsen den 28 juni 1941) tillfördes Årsunda landskommun från Högbo landsfiskalsdistrikt, som samtidigt bytte namn till Sandvikens landsfiskalsdistrikt.

### Från 1918
- Hedesunda landskommun
- Österfärnebo landskommun

### Från 1 oktober 1941
- Hedesunda landskommun
- Årsunda landskommun
- Österfärnebo landskommun